# سبيدج زجاجي جاحظ
سبيدج زجاجي جاحظ (الاسم العلمي: Teuthowenia pellucida) هو حبارٌ زجاجيٌ نادرٌ يعيشُ في أعماق البحار، ويتراوح موطنه بين جميع المحيطات في نصف الكرة الجنوبي.

## الوصف
السبيدج الزجاجي الجاحظ هو كائنٌ أزرقٌ شفاف، يبلغ طول جسمه حوالي 200 مليمتر (7.9 بوصة) ويمتلك عيونًا كبيرة. تكون الإناث أكبر بقليل من الذكور. يمتلك 8 لوامسقصيرة وزوجٌ أطول قليلاً في نهاية جسمه المنتفخ إلى حد ما. تعتبر الغدة الهضمية العضو الداخلي الوحيد المرئي مع الكبد في الحبليات. يستطيع السبيدج أن يمتلئ بالمياه المحيطة لزيادة حجمه بشكل كبيرٍ كخطوةٍ دفاعية، حيث يكون شكله أكثر ترهيبًا. يستطيع الهرب من الحيوانات المفترسة باستخدام الدفع النفاث.

## الموطن
يعيش السبيدج الزجاجي الجاحظ على طول 40 درجة جنوبًا بالتوازي، في المحيط الهادئ، والأطلسي، والهندي. عادة ما يُعثر عليه ويكون غيرٌ ناضج في أعماق حوالي 900 متر (3,000 قدم). يوجد الأفراد الناضجة منه على أعماق تتراوح بين 1,600 و 2,400 متر (5,200 و 7,900 قدم).

## النمو والتطور
يضعُ البيض في مجموعاتٍ متصلة بالصخور والنباتات في قاع المحيط. يتطور السبيدج حديث الفقس بسرعة، حيثُ تنضج الأنثى عند 150-190 ملم، أما الذكور عند 140 ملم. تحمل الإناث ما بين 6000-8000 بيضة بقطرٍ 2.2 ملم. غالبًا ما تكون هذه البيوض مرئيةً من خلال السبيدج.

## الضيائية الحيوية
تُشكل خلايا عيون السبيدج الزجاجي الجاحظ ولوامسه أعضاءً صغيرة ذات ضياء حيوي. تُطلق هذه الأعضاء الضوء، مما يجعل الكائن مميزًا بين الظلام في المناطق العميقة. تتطلب الضيائية الحيوية استخدام طاقة على شكل أدينوسين ثلاثي الفوسفات (ATP).